# Robertas Poškus
Robertas Poškus (* 5. Mai 1979 in Klaipėda) ist ein litauischer Fußballspieler und Trainer.

## Karriere

### Spieler

#### Verein
In seiner Karriere spielte Poškus bisher für 19 verschiedene Vereine in sieben Ländern. Dabei gewann er mit der Reservemannschaft des Hamburger SV 1997 den Landespokal Hamburg sowie 2010 mit FK İnter Baku die aserbaidschanische Meisterschaft. Außerdem bestritt er jeweils vier Partien im UI-Cup sowie dem UEFA Cup. Aktuell spielt der 44-jährige seit 2021 im heimischen Amateurbereich für den FK Sakuona-Plikiai.

#### Nationalmannschaft
Von 1999 bis 2021 absolvierte Poškus insgesamt 50 Länderspiele für die litauische A-Nationalmannschaft und erzielte dabei zehn Treffer.

## Erfolge

### Spieler
- Hamburger Pokal-Sieger: 1997
- Aserbaidschanischer Meister: 2010

## Auszeichnungen
- Litauischer Fußballer des Jahres: 2003

### Trainer
Nachdem er zwei Jahre als Spielertrainer aktiv gewesen war, übernahm Poškus 2016 für eine Saison den heimischen Erstligisten FK Lietava Jonava. Dann folgte in Russland die Reservemannschaft von Amkar Perm und zuletzt war er bis 2018 Co-Trainer des polnischen Vereins Zagłębie Sosnowiec.

## Sonstiges
Poškus spricht Litauisch, Polnisch, Deutsch und Russisch.